# Тихвинский, Фёдор Васильевич
Фёдор Васильевич Тихвинский (1 (13) февраля 1861, село Пектубаево, Яранский уезд, Вятская губерния — ?) — священник, известный миссионер, депутат Государственной думы II созыва от Вятской губернии, лишён сана.

## Биография
Родился в семье диакона села Пектубаево Яранского уезда Василия Тихвинского и его жены Екатерины Стефановны, урождённой ?. Отец скончался в 1881 году, когда Фёдор ещё учился в семинарии.
В 1885 году окончил с отличием Вятскую духовную семинарию, получив аттестат первого разряда. С 18 января 1886 года назначен псаломщиком Успенской церкви слободы Кукарка. 29 августа 1888 года рукоположён в иереи к церкви Висилия Великого села Байса Уржумского уезда.
В 1892 году при содействии благочинного о. Иакова Редникова впервые в благочинии организовал библиотеку для духовенства 2-го Благочинного округа Уржумского уезда, в 1893 по избранию духовенством назначен её библиотекарем. Чуть позже вошёл в состав вятского братства святителя и чудотворца Николая.

### Миссионер и борец со старообрядчеством
11 апреля 1895 года в Уржумском уезде была официально учреждена противораскольническая миссия, а отец Фёдор назначен миссионером по Уржумскому уезду. Опубликовал ряд трудов об истории старообрядчества в Вятской губернии. Во время служения о. Фёдора миссионером был открыт православный приход с деревянным храмом во имя Святого Духа в селе Русский Турек, центре старообрядцев-беспоповцев юга Вятской губернии. Миссионер Фёдор Тихвинский опубликовал в начале 1898 года в «Вятских епархиальных ведомостях» поздравление ко дню открытия этого прихода. Отец Фёдор писал о старообрядцах-беспоповцах:

[Село Русский Турек, как центр старообрядчества, представляет собой] «тесно сплоченную, религиозно-экономическую общину, в коей одно держится другим: рубль растет верою, а вера крепнет рублем. Общинный строй поддерживается благоустроенными моленными, широкой благотворительностью и своевременной в нужде помощью „своим“, питанием бедных поминальными обедами в богадельном доме и экономической зависимостью населения от щедрот работодателей богатых лесопромышленников — раскольников. Крепка такая община».
По инициативе о. Фёдора в 1901 году на съезде миссионерского общества 2-го Благочинного округа постановили открыть «вновь церковную школу в д. Комаровой прихода с. Вотского, где центр раскола, и открыть церковную школу в д. Чернушке прихода села Лаж, которое тоже с раскольничьим населением». Проводил беседы со староверами, о чём публиковал отчёты в «Вятских епархиальных ведомостях», в частности, в 1903 году.

### Начало политической деятельности
В феврале 1905 группа из 20 священников обратилась к митрополиту Антонию (Вадковскому) с просьбой принять их для обсуждения положения, в котором находилась Русская православная церковь. 14 февраля священники передали ему при встрече записку с призывом начать церковные реформы, созвать поместный Собор и восстановить канонические свободы Церкви. Вокруг этой группы священников сформировалось ядро «обновленческого» движения, в которое входил в том числе и о. Фёдор Тихвинский.

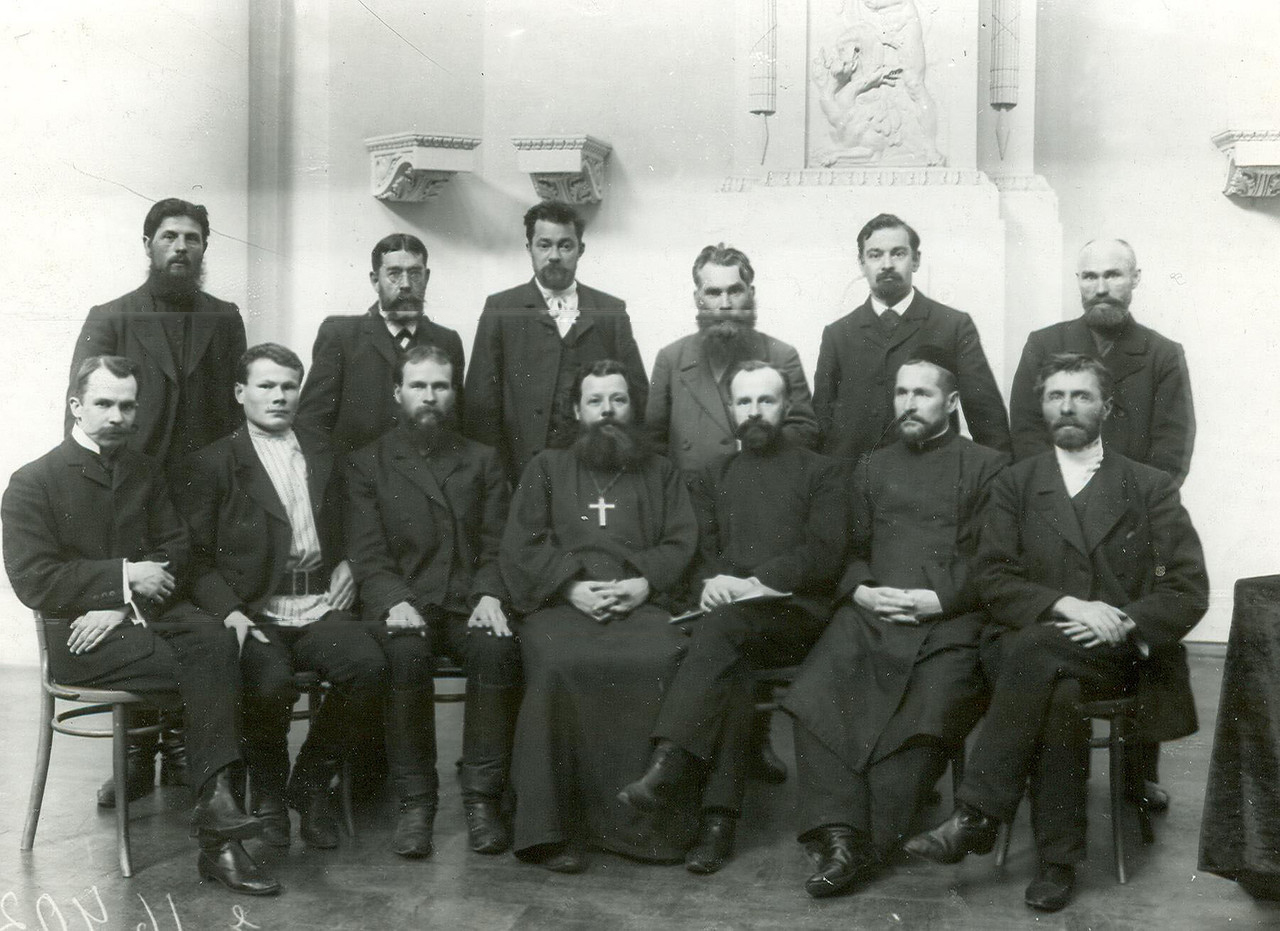
Депутаты II Государственной Думы от Вятской губернии.
Стоят: И. А. Наумов, А. В. Бодров, М. Г. Зайцев, В. А. Вахрушев, Н. В. Алашеев, В. И. Шешин; Сидят: С. Н. Салтыков, Л. А. Ефремов, Я. С. Шабалин, Ф. В. Тихвинский, Д. И. Деларов, Х. А. Масагутов, И. Л. Финеев

В 1905 году о. Фёдор переведён из Байсы в город Уржум, где стал настоятелем Троицкого собора. Представлен к сану протоиерея, но не получил его. В том же 1905 году попал в опалу и, за «несоответствие во взглядах» на Манифест 17 октября 1905 года с епархиальным начальством, переведён настоятелем Троицкой церкви в селе Чудиново Орловского уезда. Затем служил законоучителем в Уржумской женской гимназии. Член и организатор Всероссийского Крестьянского союза в Уржумском уезде.

### В Государственной Думе
14 февраля 1907 года был избран в Государственную думу II созыва от общего состава выборщиков Вятского губернского избирательного собрания. Вошёл в состав Трудовой группы и фракции Крестьянского союза.
Православный публицист Д. Скрынченко пишет о том, как был шокирован появлением священника на левом фланге Думы:

«Присутствуя на одном из заседаний Государственной Думы, я невольно обратил внимание на священника сидящего на левой стороне, среди депутатов, бравирующих своими красными галстуками, красными приколками на пиджаках, красными карточками на креслах. „Кто это“ — спросил я. — „О. Тихвинский“, — сказали мне… И хотелось от всей души крикнуть этому „отцу“: зачем Вы здесь? Зачем вы оскорбляете тот крест, который носите на своей груди?»
О. Фёдор был членом думской комиссии об отмене военно-полевых судов, комиссии по запросам, комиссии о свободе совести и комиссии по делам православной церкви. С Думской трибуны он произнёс немало речей, и стал известен как один из лучших ораторов. Выступая по поводу отмены смертной казни, он определил их, как «противные Христу» деяния и отказал правительству в оправдании его жестокости. В своих речах по аграрному вопросу о. Фёдор говорил:

«Земля Божья, и трудящийся крестьянин имеет право на неё так же, как каждый из нас имеет право на воду и воздух».

"… крестьянство в массе царелюбиво. Крестьянство трудовое требует только, чтобы строго был проведён принцип: «вся земля — всему народу». Каким путем земля будет отчуждаться в пользу крестьян не столь важно, главное — наделить всех «по справедливости», а не из «практических соображений».
Кроме того известны выступления Тихвинского о военно-полевых судах и об амнистии.
В 1907 году во время работы в Думе сотрудничал в издании органа Трудовой группы газеты «Трудовой народ».

### Лишение сана
7 мая 1907 года в Думе было назначено обсуждение по поводу запроса правительству о слухах про покушение на Николая II (дело Никитенко и других). Но трудовики и члены левых фракций демонстративно отсутствовали при объяснениях правительства. В том числе отсутствовали и пять священников: Антоний Гриневич, Александр Бриллиантов, Александр Архипов, Константин Колокольников и Феодор Тихвинский. Это вызвало обсуждение в Святейшем Синоде, 12 мая 1907 года он принял определение «О священниках, состоящих членами Государственной думы и принадлежащих к крайним революционным партиям». В нём говорилось, что перечисленные клирики «явно уклонились от порицания замыслов цареубийства», что сан священника требует «быть покорным высшим властям» и стремление к ниспровержению власти несовместимо со званием «духовного пастыря». «Оправдаться» удалось только А. Гриневичу, остальные, включая и о. Фёдора, были запрещены в служении.
После лишения сана пытался поступить в Юрьевский университет, но получил отказ. Поселился в городе Слободском, поступил в частную службу. Затем поступил на военную службу. В 1917 году служил старшим ординатором Холмского военного госпиталя, по другим сведениям работал врачом.
6 марта 1917 года от собрания духовенства города Вятки было направлено приветствие бывшим священникам Николаю Огнёву и Фёдору Тихвинскому, как членам клира, пострадавшим при старом строе за свои убеждения.
12-15 августа 1917 участвовал в Государственном совещании в Москве.
Дальнейшая судьба и дата смерти неизвестны.

## Отзывы
«Он коренаст и широк, с большой бородой, большими серыми простодушными глазами. Несмотря на свое красноречие. Он застенчив и мнителен. Ему все кажется: не так сказал, недостаточно сильно». В. Г. Тан-Богораз.

## Семья
- Жена — Афанасия Петровна, урождённая ?, дочь священника.
  - Сын — Иоанн, окончил Вятскую духовную семинарию в 1910 году[13].
  - Сын — Никанор,
  - Дочь — Афанасия
  - Дочь — Варвара (?—17.05.1899)
- Сестра — Александра, в замужестве ?, просфорница в Успенской церкви города Нолинска, вдовствовала с 1885 года.

## Награды
- 1891 — набедренник[1].
- 1896 — Медаль в память императора Александра III[1].
- 1897 — скуфья[1].
- Якобы, награждён[чем?] Временным правительством, как «жертва царизма»[2].

## Сочинения
- Тихвинский Ф. История раскола в деревне Русский Турек Уржумского уезда Вятской епархии. // Вятские губернские ведомости, 1897.
- Тихвинский Ф. Турек и его значение в старообрядчестве. 1897.
- Тихвинский Ф. О мерах пастырского воздействия на раскол. // Вятские епархиальные ведомости, 1903.

### Рекомендуемые источники
- Владимир Ситников. Энциклопедия земли Вятской: ЭЗВ : откуда мы родом?
- Герасимов Л. Во второй Государственной Думе. // Современный мир, № 6 за 1907 год;
- Тан. Депутаты II Думы: Очерки и наброски. // Русское богатство, № 4 за 1907 год;
- А. Марков. Энциклопедия Земли Вятской. т. 6. Знатные люди. Киров. 1996. стр. 440—441
- Николаев А. Б. Борьба сил революции и контрреволюции в связи с созывом Государственного совещания (апрель — август 1917 года): Диссертация…. кандидата исторических наук. Л, 1989.
- Буланакова М. А., Куликов С. В., Патрикеева О. А., Чубинский-Надеждин В. В., Шамахов В. А. Ораторы России в Государственной Думе (1906—1917 гг.): 1906—1907 гг.. В 2-х томах. Т. 1 °C. 334—342
- Фирсов С. Л. Русская Церковь накануне перемен : (конец 1890-х — 1918 гг.)

### Архивы
- Российский государственный исторический архив. Фонд 1278. Опись 1 (2-й созыв). Дело 433; Дело 601. Лист 2.